# Eduard Marxsen
Eduard Marxsen (Altona, 23 luglio 1806 – Altona, 18 novembre 1887) è stato un pianista e compositore tedesco, oltre che didatta. Fu allievo di Ignaz von Seyfried, Simon Sechter, Johann Heinrich Clasing e Karl Maria von Bocklet.

## Biografia
Studiò all'Universität für Musik und darstellende Kunst Wien con insigni professori, e dopo aver esercitato la professione di pianista, si dedicò alla composizione. Compose circa 70 pezzi, compreso un lavoro per orchestra denominato Beethovens Schatten ("Ombre di Beethoven"), che venne eseguito innumerevoli volte. 
Fra i suoi allievi più famosi si annovera il genio di Johannes Brahms, che gli dedicò il suo Concerto per pianoforte n. 2, Op.83 (1881) e fece pubblicare a proprie spese i suoi 100 esercizi per il pianoforte.